# Marco Furio Camilo

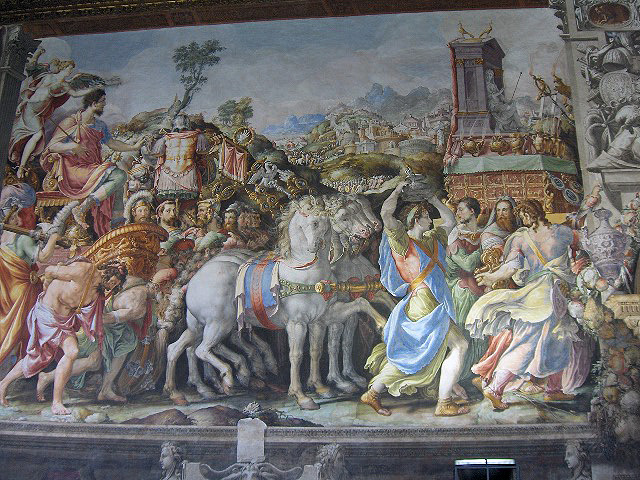
Triunfo de Furio Camilo, Francesco Salviati. Fresco del Salone dei Cinquecento, Palazzo Vecchio, Florencia, Italia.

Marco Furio Camilo  (c. 446-365 a. C.) fue un militar y político romano de ascendencia patricia que vivió en la segunda mitad de la República temprana. Según Tito Livio y Plutarco, Camilo celebró cuatro triunfos, fue elegido dictador en cinco ocasiones, tribuno con poderes de cónsul en otras seis y fue honrado a su muerte con el título de Segundo Fundador de Roma.

## Inicio de su carrera política
Su vida desde el nacimiento hasta la mayoría de edad nos es totalmente desconocida, y ni tan siquiera podemos estar seguros del nombre de su padre ni el de su madre. La fecha de nacimiento es una conjetura, pues ni Livio ni Plutarco nos dicen cuándo nació. De su infancia y juventud nada podemos decir, excepto que era de familia patricia.
Al parecer su nombre se hizo popular por una acción de guerra, aquella en la que Roma se enfrentó a volscos y ecuos bajo el mando el dictador Aulo Postumio Tuberto y en la que Camilo, a la sazón jinete de caballería, obligó a retirarse a unos atacantes que previamente le habían herido en un muslo, acción que según Plutarco le valió ser nombrado censor, aunque según Tito Livio, fue elegido tribuno con poderes consulares por primera vez en el año 403 a. C. En este año Livio menciona ocho tribunos consulares, un número que no se menciona en ningún otro lugar, y que no se había elegido antes ni se volvería a elegir.
De estas circunstancias ha podido inferirse que la censura de Camilo y su colega Marco Postumio Albino Regilense debe ser asignada para el año 403 a. C., y que Tito Livio, en su lista de los tribunos consulares de ese año, incluye a los dos censores. Por lo tanto, su primer tribunado consular pertenece a 401 a. C., y la única cosa que se menciona de él durante este año es que los romanos marcharon al país de los faliscos, y que no se enfrentaron al enemigo en campo abierto, dedicándose a devastar el país. 
Fue designado para su segundo tribunado consular en el año 398 a. C., en el curso del cual se adquirió un gran botín en Capena y, como los tribunos consulares, se vieron obligados por un decreto del Senado a dejar sus magistraturas antes de fin de año, Quinto Servilio Fidenas y Camilo fueron nombrados sucesivamente interreyes.

## Su primera dictadura
En 396 a. C., cuando los veyenses, faliscos y fidenenses se rebelaron de nuevo, Camilo fue nombrado dictador con el propósito de conducir la guerra contra ellos, y nombró a Publio Cornelio Maluginense magister equitum. Tras derrotar a ambos pueblos, y levantando su campamento, marchó de nuevo contra Veyes, ciudad etrusca de primera magnitud, logrando finalmente la rendición de la ciudad en el décimo año de la guerra, tras una serie de episodios legendarios, de los que da cuenta Livio. 
En esta acción se recabó un inmenso botín, y Camilo tomó la estatua de Juno Regina, trasladándola a Roma, donde fue instalada en un templo en el Aventino, y siendo consagrada en 391 a. C., año en que celebró los grandes juegos que había prometido si ganaba la victoria en Veyes. Cuando retornó de Veyes, fue premiado por el Senado con un triunfo, pero Camilo entró en Roma montando en un carro tirado por cuatro caballos blancos, pintada la cara de color rojo, lo que en aquel momento se interpretó como una muestra de impiedad, ya que ese tipo de tiro y color estaba reservado para Júpiter.

## La campaña contra los faliscos
En 394 a. C. fue elegido tribuno consular por tercera vez, y logró la rendición de los faliscos. La historia del maestro que trató de entregar la ciudad de Falerii a Camilo pertenece a esta campaña. Al parecer, y según Livio, un maestro había decidido entregar a los romanos a los hijos de los principales de la ciudad a los que tenía a su cargo por su condición de maestro, pero Camilo le habría encadenado y enviado de vuelta a sus conciudadanos, los cuales, impresionados por el sentido de la justicia del general romano, se rindieron sin luchar. Valerio Máximo llama cónsul a Camilo en esta ocasión, aunque las fuentes de que disponemos afirman que nunca fue investido con el consulado. La época de Camilo fue de intensa lucha social entre los patricios que querían conservar sus privilegios, en especial el de cubrir las magistraturas, y la plebe que quería acceder a ellas. No olvidemos que se nombraban tribunos militares con poder consular debido precisamente a que esta magistratura estaba abierta a la plebe, lo que no ocurría con el consulado.

## Su exilio
En 391 a. C., Camilo fue elegido interrex para tomar los auspicios necesarios para las elecciones a las magistraturas, ya que los otros magistrados fueron atacados por una epidemia que asoló Roma, en la que Camilo perdió a un hijo. En este año fue acusado por el tribuno de la plebe, L. Appuleius, por haber hecho una injusta distribución del botín de Veyes, y, en vista de que su condena era inevitable, se exilió voluntariamente en Ardea, rogando a los dioses que, si él estaba equivocado, su ingrato país pronto le necesitara. Durante su ausencia fue condenado a pagar una multa de 15 000 ases.

## Los galos
Poco después se tuvo noticia de que tribus galas, sobre todo senones al mando de un tal Breno, avanzaban hacia Roma a través del norte de Italia y de Etruria, recibiendo los romanos la petición de alguna ciudad etrusca para que la defendieran; al parecer los embajadores romanos, quebrando el derecho de gentes, participaron en la lucha y los galos, muy enfadados por el hecho, levantaron el campamento y se dirigieron directamente a Roma. Los romanos les esperaron en las afueras de la ciudad, pero fueron derrotados en la batalla del río Alia, y la ciudad, con la excepción del Capitolio, fue tomada por los galos y sometida a pillaje. Para enfrentar este peligro, lo que quedaba de la Curia decidió ofrecer a Camilo (que gozaba de buena fama como general) la dictadura; pero Camilo, que vivía en el exilio en Ardea, exigió ser llamado por una lex curiata, esto es, que fuera el pueblo el que ratificara su cargo en la curia, lo que efectivamente ocurrió mediante mensajes entre el capitolio y Ardea que fueron llevados gracias a la valentía de un romano que logró escapar del sitio del capitolio y volver a entrar otra vez en el mismo. 

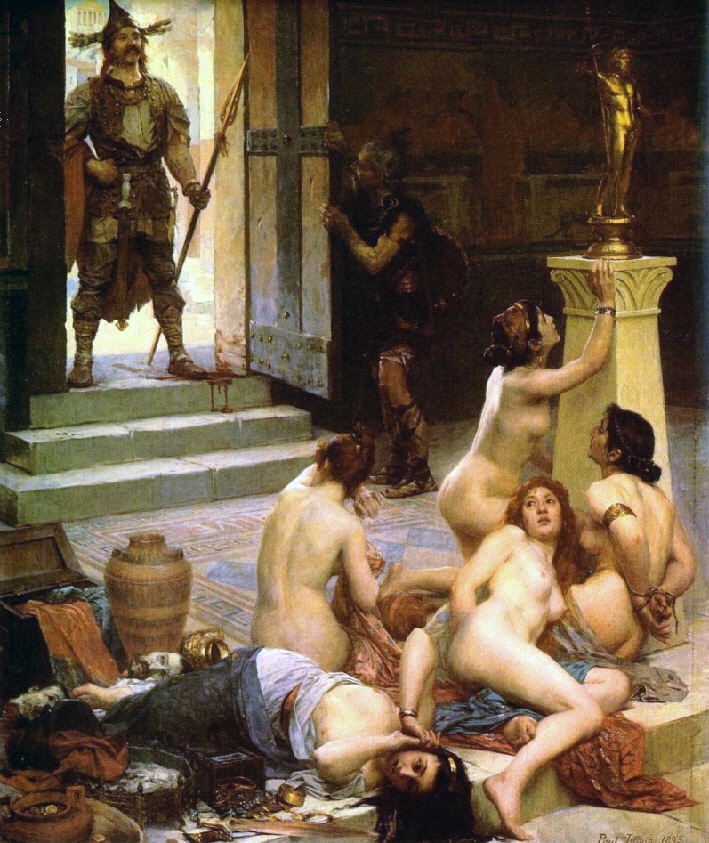
Brenno y su parte del botín. Pintura de Paul Jamin, 1893.

Camilo nombró a Lucio Valerio Potito como su magister equitum (jefe de la Caballería, tradicional nombre del segundo al mando), reunió a las dispersas fuerzas romanas que consistían en parte en fugitivos y, en parte en los que habían sobrevivido a la batalla de Alia, y marcharon hacia Roma. Según la tradición, tomó por sorpresa a los galos, cuando Breno, tras haber trucado las pesas en las que se medía el rescate en oro que se había fijado para la ciudad profirió la expresión Vae Victis! (¡Ay de los vencidos!); Camilo alegó que, puesto que él era dictador, ningún acuerdo era válido sin su aquiescencia, por lo que no se debía pagar rescate y contestó a Breno con otra célebre frase Non auro sed ferro liberanda est patria (Es con el hierro, no con el oro, como se libera la patria). Tras derrotar estrepitosamente a los galos en la posterior batalla, entró en la ciudad en triunfo, saludado por sus conciudadanos como alter Romulus (el otro Rómulo), pater patriae (padre de la patria) y conditor alter urbis (segundo fundador de la ciudad). 
Toda esta tradición se basa en las dos únicas fuentes que tenemos para la vida de Camilo, Livio y Plutarco, y así se ha venido considerando a lo largo de la historia, pero modernos historiadores sostienen que el relato de la derrota de los galos por Camilo es probablemente una invención posterior para dejar a salvo el orgullo romano y que el ejército que los derrotó probablemente era etrusco y no romano.
Una vez que los galos se marcharon o fueron expulsados, Camilo dedicó atención a la restauración de los templos, pues los romanos pensaban que su derrota se había debido en buena parte a la impiedad, y a continuación para reconstruir la ciudad.
Sin embargo, la ciudad había quedado en buena parte devastada y el erario público no podía aguantar el peso de una entera reconstrucción de la urbe, por lo que se pidió a los particulares que cada uno reconstruyera lo suyo. La carga resultó ser para algunos demasiado penosa y empezaron a circular voces solicitando el traslado de Roma a la recién conquistada Veyes, ciudad etrusca que al parecer y según Livio era bellísima y no había sido tocada por la invasión celta, llevando su proposición hasta los tribunos de la plebe para que la presentaran en los comicios; pero Camilo, en un conmovedor discurso (según Livio), disuadió a los romanos y les convenció para que reconstruyeran la ciudad, tras lo cual renunció a la dictadura.

## La reconstrucción del poder romano
En el año 389 a. C. Camilo fue nombrado interrex por tercera vez, con el propósito de elegir a los tribunos consulares de ese año, y, en el mismo año, las tribus vecinas se levantaron contra Roma con la esperanza de conquistar la debilitada ciudad sin dificultad. Camilo fue nombrado de nuevo dictador, e hizo a Cayo Servilio Ahala su magister equitum. Primero derrotó a los volscos tomando su campamento y obligándoles a someterse a Roma después de un conflicto que duró setenta años. Luego dirigió sus tropas contra los ecuos, que fueron derrotados cerca de Bola y su capital expurgada en el primer ataque. Sutrium, que había sido ocupada por etruscos, cayó de la misma forma. Después de la conquista de estas tres naciones, Camilo regresó a Roma en triunfo. 
En el año 386 a. C. Camilo fue elegido por cuarta vez tribuno consular, y, tras haber rechazado la dictadura que se le ofrecía, derrotó a los etruscos y a la ciudad de Antiates. En 384 a. C. fue tribuno consular por quinta vez, y en el año 381 a. C. por sexta vez. Fue en este último año cuando sometió a los volscos rebeldes y los praenestianos. 
Durante la guerra contra los volscos, Lucio Furio Medulino fue nombrado como su colega. Este último rechazó la cautela de Camilo, y, sin su consentimiento, dirigió sus tropas contra el enemigo quedando en una situación peligrosa de la que fue rescatado por Camilo, quien obtuvo una victoria completa y el reconocimiento de su colega. 
Después de eso Camilo recibió órdenes de hacer la guerra a los tusculanos por haber ayudado a los volscos, y, a pesar de la conducta de Medulino, Camilo lo eligió de nuevo como su colega para otorgarle la posibilidad de rehabilitarse de su desgracia.

## Sus últimas dictaduras y muerte
En 368 a. C., cuando los patricios resolvieron hacer un último esfuerzo contra las rogativas de Cayo Licinio Estolo, el Senado nombró a Camilo, un fiel defensor de los patricios, dictador por cuarta vez, eligiendo como su magister equitum a Lucio Emilio Mamercino. Sin embargo Camilo, pese a su ascendencia patricia, probablemente vio la necesidad de hacer concesiones a los plebeyos y apoyó la aprobación de las Leges Liciniae-Sextiae dimitiendo poco después de la dictadura, por lo que el Senado designó a Publio Manlio Capitolino en su lugar. 
En el año siguiente, 367 a. C., cuando una nueva guerra con los galos se aproximaba, Camilo, que tenía casi ochenta años, fue llamado a la dictadura por quinta vez. Su magister equitum fue Tito Quincio Peno. Obtuvo una gran victoria, por lo cual fue recompensado con un nuevo triunfo. Dos años más tarde, 365 a. C., murió de la peste.